# アジア開発キャピタル
アジア開発キャピタル株式会社（アジアかいはつキャピタル）は、東京都に本社を置く投資事業を展開する会社。

## 概要
創業時は倉庫業を運営していた。
2004年からは投資事業へ転換し、当時100円台後半だった株価が、翌年7月には2000円台まで急騰した。
しかし小杉産業等への投資失敗で損失を被り、2006年1月頃から株価は急落。一年程で株価は1/10まで下落した。
2021年8月7日に特設注意市場銘柄に指定されたが、内部管理体制が改善される見込みがないとして、2023年4月30日に上場廃止となった。

## 上場廃止に至った経緯
子会社であったトレードセブンを通じて、元取締役名が関係する複数の会社との間に不可解かつ不適切とも思われる取引が多数実在していることが、社内調査によって確認された。さらに、それらの会計処理が不適切に行われていたのではないかという新たな疑義も発覚した。
アジア開発キャピタルは2021年4月28日に、特別調査委員会を設置。同社は同年6月21日に、特別調査委員会から調査報告書を受領した。特別調査委員会は、同社とトレードセブンが行った蓄電池取引においては、蓄電池の現物の納品はなされておらず、かつ循環取引であったと結論づけた。さらに、循環取引の原因がD-LIGHTによる説明不足、トレードセブン担当取締役の踏査・認識不足などであるとした。
2021年6月30日、アジア開発キャピタルは、2018年3月期第3四半期から2021年3月期第3四半期までの四半期並びに有価証券報告書の訂正処理を行った上で関東財務局へ提出した。しかし、東京証券取引所は同年8月7日に、過去の経営陣による不適切会計や、内部管理体制が不十分であることから、アジア開発キャピタルを特設注意市場銘柄に指定した。特設注意市場銘柄の指定を受け、同社は同年8月10日に第三者委員会を設置。同年10月29日に、第三者委員会から調査報告書を受領した。第三者委員会は、中古遊技機取引において、網屋信介元社長が、自身や網屋が社長を務めていたエス・エー・コンサルティングの利益を図り、アジア開発キャピタルやトレードセブンに無断で行っていたなどと結論づけた。
アジア開発キャピタルは2022年2月、新たな社外取締役を迎えた上で、経営陣の監督と内部管理体制の強化のために経営等監視委員会を立ち上げた。子会社であったアジアインベストメントファンドも、2022年6月6日に東京機械製作所から約19億4000万円の支払を求める訴訟を提起された。同社は、特設注意市場銘柄の指定後に実施した子会社等の整理統合の一環として、同年8月22日付でアジアインベストメントファンド、にっぽんインキュベーション、AGパワーソリューションズの3社の株式並びに貸付債権を、シンガポールに本社があるGALLANTLION RESOURCES PTE. LTD.へ譲渡した。2022年7月22日にアンセム・ウォンが代表取締役社長を退任して木内孝胤が代表取締役社長に就任したが、木内は1か月半で代表取締役社長を辞任した。
1回目の内部管理体制確認書の提出前に、日本取引所自主規制法人はアジア開発キャピタルに対して往査による社内帳票等の調査を実施。日本取引所自主規制法人による往査の結果、融資金額100億円と記載された「融資証明書」が発見された。アジア開発キャピタルは2022年9月28日に特設注意市場銘柄の指定継続の決定を受けた。
アジア開発キャピタルは2022年10月14日に、監査役会による件外調査報告書を公表した。件外調査報告書では、社用車として購入したトヨタ・アルファード、メルセデス・ベンツ・G350およびG450の3台をウォン元社長自身が私的に利用していたという疑いをかけたが、アルファード、G350の2台は社用車としての導入は適切であったとした一方で、G450は社用車としての導入は不適切であること、会社の経費で購入した酸素カプセル2台の内1台がアンセム元社長が私的に利用していたなどとした。これに対し、これに対し、アンセム社長は、「会社は東京機械の買収により読売新聞を敵に回したことで、自分に引責辞任を求めた。取締役会は正式に辞任勧告を出したが、それを拒否したところ、架空の事実を捏造し、辞任を迫るために証言を仕組んで自分を陥れた」と主張した。そのため、仮処分の申立てを行い、会社側の弁護人が上記のアンセム元社長の主張を認めたことから、会社への訴えを取り下げるに至った。
アジア開発キャピタルは2023年2月7日に2回目となる内部管理体制確認書を提出したが、グループ間の情報授受に関して、子会社であるワンアジア証券の内部管理体制などを把握していなかったこと、海外子会社において、主管部署が運営状況の詳細を把握しておらず、海外子会社に対する管理が機能していなかったことなどから内部管理体制が改善される見込みがないとして、東京証券取引所は2023年3月29日に上場廃止の決定を下し、アジア開発キャピタルは同年4月30日に上場廃止となった。アジア開発キャピタルは、内部管理体制確認書の審査による上場廃止によって60年続いた上場企業としての歴史に幕を下ろす事になった。2回目に提出した内部管理体制確認書の審査による上場廃止は、2013年8月9日の有価証券上場規程改正後（改善期間が3年から1年へ変更など）では2015年12月に上場廃止となったエル・シー・エーホールディングス以来2社目となった。また、2022年4月4日の東京証券取引所新市場移行後では、初となる内部管理体制確認書の審査による上場廃止となった。50日という2回目の内部管理体制確認書提出から上場廃止までの期間は、2017年5月に1回目に提出した内部管理体制確認書の審査結果によって上場廃止となったフード・プラネットの42日に次ぐ短さとなった。
アジア開発キャピタルは上場廃止の翌日である2023年5月1日、内部管理体制が改善されなかった要因として、東京証券取引所の指摘の他にも、特設注意市場銘柄の指定解除に向けた対応が本来のスケジュールより半年以上遅れて進行していたことを認めたと同時に、経営陣の一新を行った。
上場廃止後は本社を2回移転しており、2024年12月に東京都江東区へ本社を移転した他、2024年6月にはウォンが再度代表取締役社長に就任した。

## 沿革
- 1952年6月 - 旧日本橋倉庫株式会社設立。
- 1963年
  - 4月 - 額面変更のため休眠会社の岡田織布株式会社（1922年2月設立）に吸収合併される。岡田織布が存続会社となり、商号を日本橋倉庫株式会社に変更。
  - 7月 - 東証2部に新規上場。
- 2003年
  - 10月 - 株式会社NDBに商号変更。
  - 11月 - 親会社である都築紡績が会社更生法を申請。
- 2004年
  - 5月 - 投資事業に参入。
  - 7月 - ジェイ・ブリッジ株式会社に商号変更。
- 2005年6月 - 小杉産業を子会社化。
- 2007年4月 - 小杉産業の経営権が伊藤忠商事系のレゾン投資事業有限責任組合へ移る。
- 2010年
  - 4月 - 名古屋における中堅ゼネコン株式会社六合の65%の株式を取得。 その後持株比率を93.3%に増資。
  - 10月 - アジア・アライアンス・ホールディングス株式会社に商号変更。
- 2012年4月 - 中国で総合病院の経営等を展開している同仁医療産業集団有限公司へ出資。
- 2015年
  - 6月 - フィリピン証券取引所上場の29.85%の持ち分を所有すると共に、MABUHAY社のプロジェクトに融資。フィリピンMABUHAY社、IRC社を通じて現地の中堅ビジネスマン向けの宅地開発を行っている。2016年3月までに既に1,634戸が完工、販売された。現在、2,211万m2の土地の買収が完了しており、土地の開発と宅地分譲を行っている。
  - 10月 - アジア開発キャピタル株式会社に商号変更。
  - 12月 - 同仁医療産業集団有限公司の株式持ち分を売却し、約7億3000万円のキャピタルゲインを実現。M&Aアドバイザリー及び経営コンサルティング専門会社、株式会社エス・エー・コンサルティングの全株式を取得。国内外のM&Aアドバイザリー事業を香港を中心とした株主企業と共に推進。
- 2016年3月 - 金融事業の一環として、質屋業のTS社の35%の株式を取得すると共に、資金提供を行うことで金融事業に参入。事業主体は、質による貸付と中古ブランド品の買取・販売。国内でTS社が買い取ったブランド品を国内、アジア圏でのネットワークを通じ、日本以外の消費者へも販売していく計画。
- 2018年
  - 3月 - バイオマス燃料供給事業を開始。
  - 4月 - 連結子会社であり、質屋業・古物買取販売事業を主とする株式会社トレードセブンを銀座に開業
  - 9月 - 中国福州市の百貨店内での日本食レストラン事業(JFT)開始
- 2019年2月 - 日本インキュベーションを吸収合併。[21]
- 2020年
  - 1～3月 - 中国の百貨店内（臻萃本物餐飲管理有限公司）での日本食レストランを順次閉店し、撤退[22]。
  - 9月 - 買収を検討していた中古車割賦販売事業会社について、簿外債務や架空の棚卸資産などが発生するリスクがあるため、買収を中止。
  - 11月 - 中古買取店 「BRAND PIT 銀座本店」閉店
  - 12月24日 - アンセム ウォン代表取締役社長が最高責任者となった新経営体制のもと、中核事業を「証券事業」、「投資事業」、「貸金事業」の3つに集約。
  - 12月 - 子会社の株式会社アライドビジネスファイナンスを、アジアビジネスファイナンス株式会社に商号変更。同じく子会社のクリアスエナジーインベストメント株式会社を、アジアインベストメントファンド株式会社に商号変更。
- 2021年
  - 2月 - ワンアジア証券株式会社を完全子会社化[23]。
  - 3月 - 質屋および中古買取業の子会社「株式会社トレードセブン」を解散[24]。
  - 8月 - 内部管理体制などが不十分として、東京証券取引所から特設注意市場銘柄の指定を受ける[4]。
- 2022年
  - 8月 - アジアインベストメントファンド、にっぽんインキュベーション、AGパワーソリューションズの3社の株式並びに貸付債権を、シンガポールに本社があるGALLANTLION RESOURCES PTE. LTD.へ譲渡[15]。
  - 9月 - 東京証券取引所から特設注意市場銘柄の指定継続決定を受ける[17]。
- 2023年
  - 4月 - 内部管理体制が改善される見込みがないとして、東京証券取引所スタンダード市場上場廃止[1][5]。
  - 10月 - アジアビジネスファイナンス株式会社の商号を、アジアビジネスソリューションズ株式会社に変更[2]。